# Кырлык (село)
Кырлык (алт. Кырлык) — село в Усть-Канском районе Республики Алтай России. Административный центр и единственный населённый пункт Кырлыкского сельского поселения.

## История
Село основано в 1625 г. 

## География
Расположено в западной части Республики Алтай в горно-степной зоне и находится у реки Ламак.
Абсолютная высота 1139 метров выше уровня моря.
Уличная сеть
- Улицы: Аргымак, Ветеранов, Ж.Елеусова, Зелёная, Ирбизек, Келюевой, Л.Кокышева, М.Клешева, Молодежная, Набережная, Новостройки, Победы, Полевая, Сартакпая, Татакы[3].
- Дома, относящиеся к Кырлыкскому поселению (без улицы), расположенные на территориях урочищ Тулгушта и Ян-Боочи[4].

## Население
| 2010  | 2011  | 2012  | 2013  | 2014  | 2015 |
| ----- | ----- | ----- | ----- | ----- | ---- |
| 1086  | ↘1084 | ↘1056 | ↘1048 | ↘1018 | ↘999 |
| 2016  | 2017  | 2018  | 2019  | 2020  | 2021 |
| ↗1006 | ↗1019 | ↗1045 | ↘1030 | ↘1016 | ↘983 |

Национальный состав
Согласно результатам переписи 2002 года, в национальной структуре населения алтайцы составляли 100 % от общей численности населения — 1126 жителей.

## Известные уроженцы
- Байрышев, Болот —  певец, сказитель, заслуженный артист Российской Федерации, заслуженный артист Республики Алтай, исполнитель традиционного алтайского горлового пения — кая.
- Кара Тодошевич Урматов (20 марта 1930 года, село Кырлык — 2 октября 1996 года) — чабан совхоза «Кырлыкский» Усть-Канского района Горно-Алтайской автономной области. Герой Социалистического Труда (1990).

События
5 февраля 2008 года сельское поселение и село Кырлык получили не только общероссийскую, но и международную известность. На чабанскую стоянку одного из сельчан упал обломок космического мусора. Стоянка, на которой находился скот пастуха Бориса Урматова, оказалась на пути обломка ракеты-носителя «Протон-М», размер которого был довольно внушительным: 3 на 1,5 м. Обломок упал в нескольких метрах от его дома, построенного в 6 км от населенного пункта Кырлык.
Событие приобрело международный масштаб: зарубежные газеты напечатали не только о факте падения обломка ракеты, но и связали его с тем, что в Горном Алтае якобы рождаются жёлтые дети, поскольку их матери подвергаются токсичному воздействию, исходящему от отработанного космического мусора, а в лесах бродят «сибирские олени, ослеплённые ядохимикатами».
Борис Урматов готовил иск на сумму 1 млн рублей о моральном ущербе, связав его с сильным испугом детей (обломок упал ночью и был обнаружен только утром), но ограничился компенсацией, предложенной ему представителями Роскосмоса.

## Инфраструктура
В селе работают сельскохозяйственный кооператив «Кырлык» (разведение племенных лошадей новоалтайской породы), индивидуальные предприниматели, есть Кырлыкская средняя общеобразовательная школа, почтовое отделение, ФАП. Жители села имеют личные подсобные хозяйства.

## Транспорт
Автодорога 84К-63 протяженностью 0,128 км соединяет село Кырлык с трассой регионального значения «Черга — Беш-Озек — Усть-Кан — Талда — Карагай — граница Казахстана» и другими региональными трассами.